# 郝海涛
郝海涛（1968年12月3日—），是已退役的中国足球运动员，目前是职业教练员。
少年时期曾经代表青岛少年队参加全国萌芽杯，后被选入南京部队队。职业化以后效力于家乡球队青岛海牛，后转会至上海浦东。1998年被租借至天津泰达帮助球队冲上甲A联赛。2000赛季后退役。
退役后，郝海涛于2005年取得国家A级教练证书，并先后在上海九城、上海联城、上海申花以及天津松江担任助理教练。在上海申花队期间，帮助球队引进了冯仁亮、宋博轩、王冠伊以及曾经的射手王里亚斯科斯。
2012年成为天津松江队主教练，赛季结束随郝海东离开天津松江。
2013年1月7日，成为成都谢菲联新任主教练。
2016年3月29日，郝海涛正式入主权健，俱乐部副总李玮锋作为代表与郝海涛签约。在青年球员培养方面颇有心得的郝海涛将成为权健U17队的主帅，为权健的未来培养和挖掘新人。
2018年7月22日，出任重庆当代力帆足球俱乐部的中方教练组组长并代理主教练。
2018年8月8日，重庆当代力帆俱乐部宣布，荷兰籍主帅约尔迪·克鲁伊夫（小克鲁伊夫）接替代理主帅郝海涛成为重庆斯威主教练。
2019年3月24日，郝海涛担任中甲球队贵州恒丰的代理主教练，4月9日转正。